# 西藏和平解放
西藏和平解放（或稱人民解放軍入侵西藏、人民解放軍進藏、中國吞併西藏等），是指中华人民共和国政府通过軍事行動和谈判，在1951年將西藏納入統治的事件。中国人民解放军入藏后西藏噶厦和西藏社會架構在中华人民共和國内保持不變，直至1959年藏區騷亂，十四世達賴喇嘛自西藏流亡印度，西藏噶厦被中央人民政府解散為止。
1949年7月，西藏噶厦政府為了避免捲入國共內戰，驅逐了國民政府蒙藏委員會拉薩辦事處的人員。1949年10月1日中华人民共和国成立，逐步將与西藏相邻的云南、新疆、康區東部納入統治。1949年11月，西藏噶厦向美國、英國和新成立的中華人民共和國發信，表示決意保持治權獨立状态，會對中華人民共和國的任何侵入行動作出毫無保留的抵抗。1950年2月15日，中共中央西南局、西南軍區、第二野戰軍司令部聯合發出「進軍西藏政治動員令」。中國人民解放軍10月7日开始進攻康區西部，10月19日攻克昌都，消滅5,700餘名藏軍，俘虜了包括昌都總管阿沛·阿旺晉美在內的軍官和2,600餘名士兵，藏軍於10月21日投降。
噶厦政府從1950年11月起尋求國際求援，但因為沒有聯合國會籍與國際廣泛承認，請印度代為遞送後一直沒有獲得肯定答覆。噶廈在內部經過強烈爭論後，決定放棄向國際求援，而與中華人民共和國政府談判。達賴喇嘛於1951年1月2日抵達與錫金相鄰的亞東，準備必要時流亡國外。1951年2月，西藏噶厦政府派出以阿沛·阿旺晋美为首的代表团，4月抵達北京，与中央人民政府代表李维汉等谈判。1951年5月23日，代表团在北京签订《中央人民政府和西藏地方政府关于和平解放西藏办法的协议》，在該年年末藏方允許解放軍正式進駐拉薩，原本藏軍成員則編入解放軍行列，根據條約的內容，噶厦政府在中華人民共和國的框架內進行治理，中華人民共和國政府對外宣稱「西藏和平解放」。

## 名稱
「西藏和平解放」為中華人民共和國的稱呼，而西藏流亡政府及達賴喇嘛稱為「入侵」、「被迫的」等詞彙描述；1979年後的蘇聯及東歐各國稱為「侵犯西藏」（Invasion of Tibet）、西方世界稱「中國侵略西藏」（Chinese invasion of Tibet）。
達瓦諾布指出，中華人民共和國政府主張「解放」有三種：「和平統一」、「和平解放」、「武力解放」。「和平解放」不排除在初期或有限的使用武力。根據此主張，中華人民共和國政府認為西藏屬於和平解放，反對者認為只要使用了武力，不管初期還是有限度的使用，都是「武裝侵略」。另外以當時的情境，西藏尚分為西康與西藏二部，解放軍在昌都戰役消滅了藏軍主力後，用談判的方式便進入了西藏。
非中華人民共和國政府的學者，如中華民國的學者、西藏流亡政府的學者及一些西方學者認為這是「中共入侵西藏」或「中國入侵西藏」。
在实际使用上，意见相反的双方会在引述对方用语上还会加上引注，作为不认同对方描述的意见。

## 历史背景

### 清政府时期
清朝自18世纪20年代开始在西藏驻军并设置驻藏大臣，到18世纪末清朝在西藏的权威达到顶峰，但随后由于自身的衰落而逐渐削弱。光緒十四年（1888年）英軍因為錫金、西藏邊界糾紛而攻入西藏的亞東等地。停戰後，中國派駐藏大臣赴印度與英國簽訂了《中英藏印條約》和《中英藏印續約》，中國割讓西藏南部小片土地，並承認錫金為英國的保護國。光緒二十九年（1903年）英軍由錫金入侵西藏，次年攻陷拉薩，與噶倫等官員簽訂《拉薩條約》，駐藏大臣則拒絕簽署。英軍撤退後，中國派出修約代表，與英國簽訂《中英續訂藏印條約》，英國承諾不侵佔西藏，中國則保證不准其他國家侵佔西藏，英國勢力從此進入西藏。

### 北洋政府时期

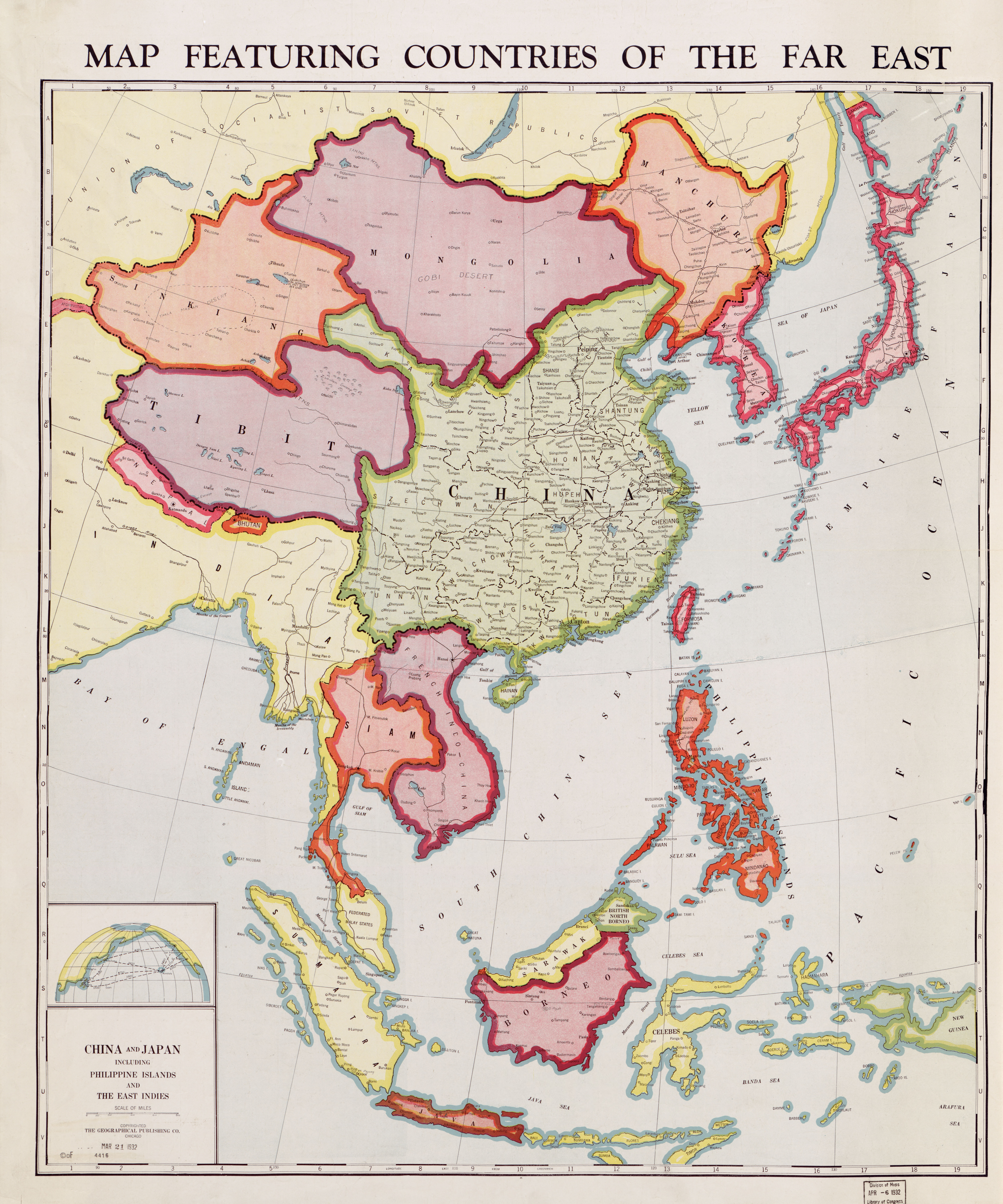
1930年代藏区與中華民國政府控制区。图中标示出了西藏噶厦控制的康区西部同中華民國政府控制下的康区东部由金沙江分隔的状态。当时青海省由中華民國政府以及当地土司控制，文化、宗教上以藏族為主。图中使用了麦克马洪线作为界线，但当时麦克马洪线以南地区并未成为英属印度控制区。

1911年辛亥革命爆发的消息传到西藏后，西藏发生动乱，清朝官员及驻军被噶厦政府赶出西藏。衛藏由西藏噶厦統治，而安多、康区則主要由不同勢力的土司或中華民國政府統治。1913年1月11日，十三世達賴喇嘛派人在蒙古庫倫簽訂蒙藏條約，互相承認獨立。1913年10月，西藏、英国和北洋政府的代表在西姆拉举行三方会谈，1914年3月，英方代表亨利·麥克馬洪以支持西藏獨立為條件，換取西藏方面接受了麥克馬洪綫。同年7月3日北洋政府退出談判，同日英國與噶廈政府簽署了《西姆拉條約》，但由於英國沒有使中國接受西姆拉條約，西藏後來拒絕承認麥克馬洪綫。
1914年，中華民國政府劃定康定以西（包括金沙江以西的今昌都地區在内）為川邊特別區，受四川省節制。1917年和1920年、1922年，藏军先后数次向驻在康区的川军发动大规模进攻，从而占领了原由川军控制的大部分康区，甚至控制了金沙江以东的德格、甘孜等地。1922年中國共產黨二大宣言中表明不僅要「解放」中華民國控制区，還要解放蒙古、西藏、新疆，強調民族自治與自由聯邦建立真正的共和國。隨後，中國共產黨多次的表達願意協助西藏脫離中華民國政府的統治，並希望雙方在分裂主義上密切合作，但遭到藏人的回絕。班禅额尔德尼一直是后藏地区的实际统治者。1923年，由于扎什伦布寺方面反对噶厦增派差税，噶厦同扎什伦布寺方面发生冲突，第九世班禅额尔德尼自西藏出逃，经青海和甘肃到达北平。后藏地区被噶厦接管。

### 国民政府时期
1931年，藏军又进攻青海玉树地区，遭中華民國政府青海军队击败，中華民國政府川军也趁机在康区发动反击，藏军不得不退到金沙江以西。1932年，双方签署停战协议，同意以金沙江为界停战，等候中華民國政府和西藏当局谈判解决。此后，金沙江成为西藏噶厦实际控制区与中華民國政府实际控制区的界线，但双方均未承认金沙江为法定边界，西藏噶厦欲取得康区統治權，而中華民國政府反對此一主張。1913年至1933年間，第十三世達賴喇嘛曾經在西藏進行軍隊擴張及現代化改革，但因西藏的貴族和僧侶反對而終告失敗。西藏噶厦也很少涉足外交事務，除了同印度、英國、美國等国的联系之外。1934年，國民政府命黄慕松率团进藏为圆寂的十三世达赖喇嘛致祭，受到西藏政府的重视。为了抵消黄慕松使团的影响，1936年8月，英國駐錫金政務官巴茲爾·古德率領一個代表團前往拉薩。古德1937年2月17日率團離開拉薩，但留下黎吉生、诺布顿珠和無線電台，黎吉生成為英國駐拉薩使團负责人，以電台與英國保持聯繫，使團成為英國與西藏關係的中心。
1935年7月22日，南京國民政府西康建省委員會在雅安成立，次年该委员会遷至康定。當時，该委员会名义上管轄康定地區的20個縣，以及已经被西藏噶厦控制的13個縣。1938年3月14日，南京國民政府改組西康建省委員會，並在9月1日將原屬四川省的寧（今西昌地區）、雅（今雅安地區，除名山縣以外）兩屬14縣2設治局劃歸西康建省委員會管轄。隨即将西康建省委員會撤销，改組为西康省政府，成立西康省，實行四川、西康分治。1939年1月1日，西康省政府正式成立，省會設康定，劉文輝任西康省主席。西康省政府实际仅能管辖金沙江以东的康区。西藏噶厦则向金沙江以西的康区派出昌都总管等官员管辖。
1941年，班禅堪布会议厅认定了第九世班禅额尔德尼的转世灵童，但噶厦一直不承认其地位，声称其“是一个候补灵童”，另外认定了一位第十世班禅额尔德尼，令其住在拉萨，并宣布其经过了西藏独立国的批准，为合法的班禅额尔德尼。中华民国政府因噶厦反对，直到1949年6月3日才“特准继任为第十世班禅额尔德尼”，8月10日举行了坐床典礼。

## 准备

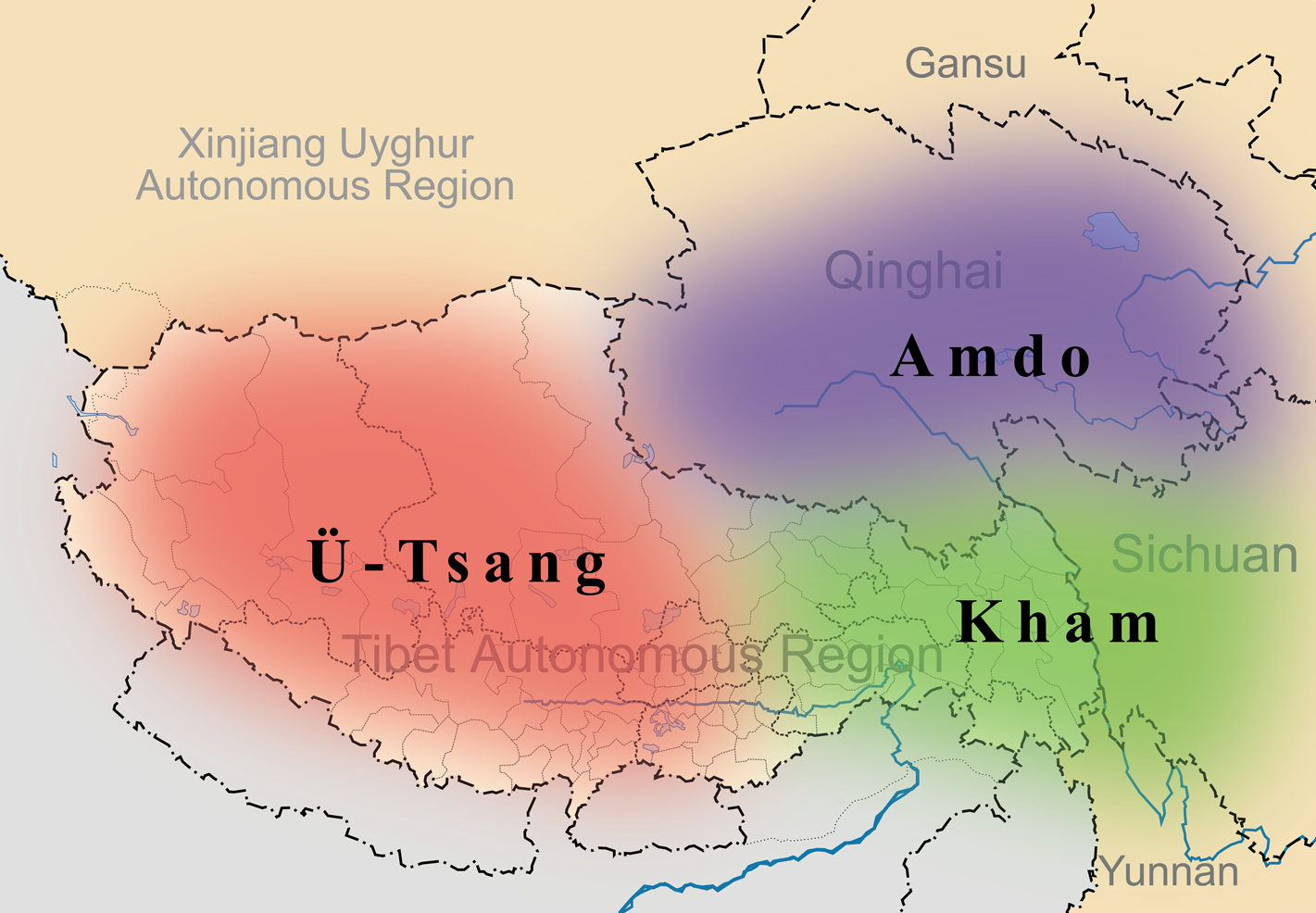
西藏的傳統地區劃分：
紅色部份為西藏噶厦控制的衛藏，
綠色部份則為康區（大部分西康省），
藍色則是安多地區（大部分青海省）。

1949年7月，中共取得扶郿战役的胜利后，开始准备进攻甘肃及青海地区。為防止中国共产党及其领导的中国人民解放軍有借口佔領西藏，西藏噶厦驅逐了中華民國政府驻拉萨的代表处，與中華民國斷絕關係，史称“第二次驅漢事件”，以便谋求西藏自主独立。為了預防中国人民解放軍入侵，西藏重開其軍事現代化計劃，但為時已晚，西藏不可能在短短幾年時間內便建成一支現代化的軍隊。 雖然印度提供了少量軍備及軍事訓練，但成效仍然不大。相對藏军而言，中国人民解放軍的兵力佔絕對優勢，其訓練素質、領導才能、裝備、經驗等都比藏軍高。
1949年8月兰州战役爆发，正在青海省都兰县香日德的第十世班禅额尔德尼于8月26日派人赴西宁探听消息。9月10日，两名派赴西宁的喇嘛回到香日德，汇报了中国共产党有关宗教信仰自由、尊重少数民族的风俗习惯、保护清真寺及寺庙的政策，并且携回了《中国人民解放军布告》以及若干文件。9月11日，當時十一歲的第十世班禅额尔德尼宣布：“现在代表祖国的是共产党，我们应该投靠共产党。”9月12日，第十世班禅额尔德尼派计晋美赴西宁表示欢迎中国人民解放军进军西藏，并表达了第十世班禅额尔德尼希望返回西藏的愿望。随后，第十世班禅额尔德尼率属下回到西宁，受到青海省人民政府副主席廖汉生的欢迎。这也是第十世班禅额尔德尼首次同中国共产党高级官员会面。1949年9月，中国共产党举行了一次有关和平統一西藏、台灣、海南和澎湖的會議。
1949年10月1日中华人民共和国成立。第十世班禅额尔德尼向毛泽东主席和朱德总司令发出贺电，他自己后来回忆说，“所以我认为毛主席和朱总司令给我的复电，不只是礼节性的，而是包含着新中国人民政府承认我是合法的第十世班禅这样一层重大的政治意义。”11月23日，毛泽东、朱德复电，班禅额尔德尼认为该复电“表明中央人民政府正式承认我作为第十世班禅额尔德尼的合法地位”，所以十分高兴。
1949年11月，西藏噶厦向美國、英國和新成立的中華人民共和國發信，表示決意保持獨立状态，會對中華人民共和國的任何侵入行動作出毫無保留的抵抗。中国政府则表示：“中国人民解放軍一定要解放包括西藏、内蒙、海南、台湾在内的中国领土。”1949年12月毛澤東命令中国人民解放軍在东西部康区（当时也是西康省，但该省实际只能控制金沙江以东区域，即康区东部）之间的金沙江东岸进行準備，隨時进攻西藏噶厦实际控制下的西部康区。
1950年1月1日，中共中央發表《告前線將士和全國同胞書》，指出解放軍「1950年的光榮戰鬥任務是解放台灣、海南島和西藏，完成中國統一事業」。1月22日，毛澤東與史達林在莫斯科會談時，毛要求用蘇援的空軍團來給劉伯承的攻藏部隊輸送補給，史達林表示準備攻藏很好，藏人需要馴服，空軍團的事需要商量以後再答覆。
1950年1月噶厦政府预备派亲善团赴英国、美国、印度、尼泊尔寻求各国支持“西藏独立”，第十世班禅额尔德尼乃于1月31日再次致电毛泽东、朱德，谴责噶厦这一行为“实为破坏国家领土主权完整，违背西藏人民意志”，并且要求“速发义师，解放西藏，肃清反动分子，驱逐在藏帝国主义势力”，宣布“誓率西藏爱国人民，唤起西藏人民配合解放大军，为效忠人民祖国奋斗到底”。

## 四路向心進軍西藏
1950年1月，中共中央批准“向西藏多路向心进兵”计划，分四路進軍西藏。四路以康藏方向為主攻，由第十八军負責。在滇藏方向，第十四军第四十二师第一二六团于7月上旬进驻雲南贡山，後到达门工东北，配合第十八军行动。在青藏方向，由第一军组建的骑兵支队600余人，于7月24日抵达玉树地区。在新藏方向，新疆军区派独立骑兵师第一团一连135人作为进藏先遣连，8月底到达西藏阿里地区改则县西北的扎麻芒堡。

## 昌都战役

昌都傳統上屬於康區，有「藏東門戶」之称。

1950年3月7日，西藏噶厦派出的代表團到達印度噶倫堡，與新成立的中央人民政府展開對話，並要求中央人民政府保證尊重西藏噶厦的領土完整。西藏代表團於1950年9月16日會見了中華人民共和國驻印度大使袁仲賢。袁要求西藏承認中央人民政府的統治，中央人民政府要負責西藏的國防、貿易和外交事務。若西藏接受這些要求，中央人民政府便會「和平解放」西藏，否則便以「武力解放」西藏。谈判破裂后，解放軍於1950年10月7日开始進攻康區西部金沙江以西的昌都（当时属西康省，但实际处在西藏噶厦的控制下）的城關鎮，昌都战役爆发。10月11日，藏军第九代本在格桑旺堆的率领下向中国解放军投降。从10月6日至24日，昌都战役历经19天，20多场战斗，中国人民解放军共殲滅了藏軍的主力部隊5700余人。在佔領昌都城关镇後，中国解放军停止進攻，釋放投降的昌都总管阿沛·阿旺晉美。 阿旺晋美随即赴拉薩重申中央人民政府方面的要求，希望西藏噶厦與中华人民共和国中央人民政府合作。

## 国际求援

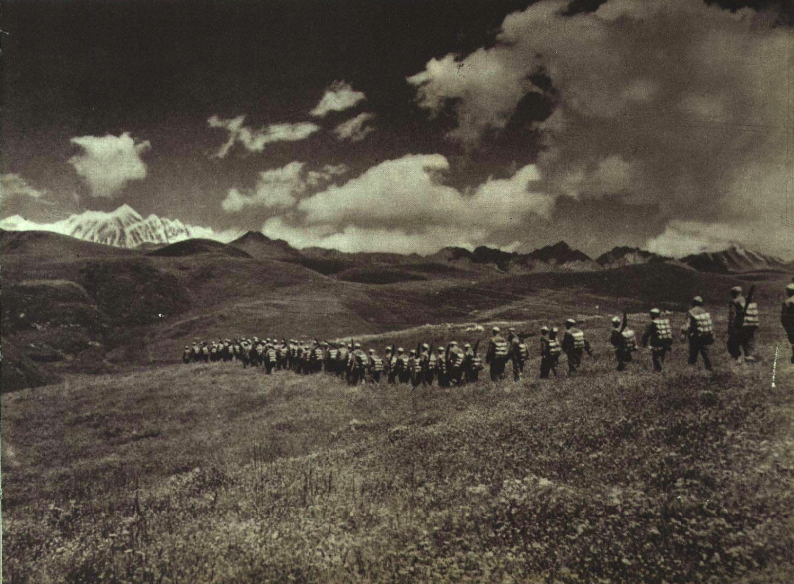
1950年，中國人民解放軍進軍西藏

1950年11月7日，噶廈政府決定向聯合國求助制止中國的侵略，由印度代遞的要求於13日送到紐約聯合國總部。由於西藏並非聯合國成員，秘書處並沒有馬上處理。此時英美因為集中注意力於朝鮮戰爭，不願因為西藏問題多生枝節，而印度因為地理與歷史淵源最有發言權，英美兩國決定此議案應由印度帶頭，而印度因為想要在朝鮮戰爭扮演調解角色，不願得罪中國，因此不支持排入聯合國議程。11月14日，薩爾瓦多代表團團長Hector Castro要求聯合國秘書處直接將西藏遭侵略議案提交聯合國大會，被拒，11月24日總務委員會會議中，Hector Castro的提案再度遭印度與蘇聯提議而無限期擱置。12月初，噶厦政府再次向聯合國求援，表明請求來自西藏的統治者達賴喇嘛，西藏願意向聯合國派遣代表團，協助大會討論，並歡迎聯合國派遣真相調查團到西藏。西藏同時請英、美、加在聯合國協助其請求。英國與印度對西藏的請求仍然持否定態度，美國國務卿迪安·艾奇遜12月14日命令駐印大使洛依‧韓德森尋求美英印聯合阻止中共攻擊西藏的可能性。韓德森18日與印度外交部部長Girija Shankar Bajpai會面，Bajpai表示印度希望延緩此事，促成朝鮮停火。韓德森結論：印度不會與美英合作阻止中共侵略，在他12月30日給艾奇遜的報告中，指出目前印度不會在聯合國為西藏出頭，以免觸怒中共，美國的選擇是在聯合國支持印度以外的國家出頭，或是繼續擱置直到西藏政權消失。美國國務院12月30日向英國大使館遞交備忘錄，並要駐倫敦大使館向英國外交部表示美國有興趣採取行動，英國仍然持否定態度。1951年1月6日，艾奇遜要美國駐印度大使館通知西藏，美國同情西藏對聯合國提出的請求，他相信應該採取一切手段阻止中共佔領，並要韓德森報告達賴喇嘛流亡印度對西藏反抗運動的影響。韓德森一周後報告，如果達賴喇嘛離開西藏，西藏反抗運動大概會崩潰。
為了必要時流亡國外，達賴喇嘛於1950年12月18日離開拉薩，次年1月2日抵達與錫金相鄰的亞東，噶厦政府也以數百頭騾子載運金銀，寄存在錫金首都甘托克。噶厦政府在內部經過強烈爭論後，決定放棄向國際求援，而與中國政府談判。

## 战后談判
1950年昌都战役结束前， 时年15岁的第十四世達賴喇嘛尚未亲政，實權為摄政达扎·阿旺松绕擁有。1950年11月8日，昌都战役结束，藏军惨败。西藏噶厦内的改革派力量支持第十四世达赖喇嘛亲政。摄政达扎·阿旺松绕被迫辞职。解放軍將昌都战役中投降的噶厦派出的昌都总管阿沛·阿旺晉美釋放回拉萨，以要求西藏噶厦承認中華人民共和國對西藏的主權。而中央人民政府也答應會保持西藏現狀。1951年1月，达赖致信中央人民政府，信中说“余此次接受西藏全体人民热烈而诚恳的要求执政”、“决定和平达成人民之愿望”，派代表“向中央人民政府谋求解决西藏问题”。1951年2月，达赖喇嘛任命阿沛·阿旺晋美为首席代表，凯墨·索安旺堆、土丹旦达、土登列门和桑頗·丹增頓珠等四人为代表，赴北京处理和中央人民政府谈判事宜。
最後，西藏政府代表團於1951年5月23日在北京同中央人民政府的代表簽署了《中央人民政府和西藏地方政府關於和平解放西藏辦法的協議》，双方确认西藏为中国领土的一部分，同意“西藏和平解放”，中国人民解放军进驻西藏，藏军改编为中国人民解放军，中央人民政府负责西藏的涉外事宜，并恢复班禅额尔德尼在西藏的固有地位，协议还同意中央对西藏的政治制度以及達賴喇嘛的固有地位及職權均不变动，尊重宗教信仰自由，而西藏政府应自动实行改革，中央不加强迫。随后，達賴喇嘛決定暫不離開西藏，並於1951年10月正式同意了《關於和平解放西藏辦法的協議》。

## 後續发展

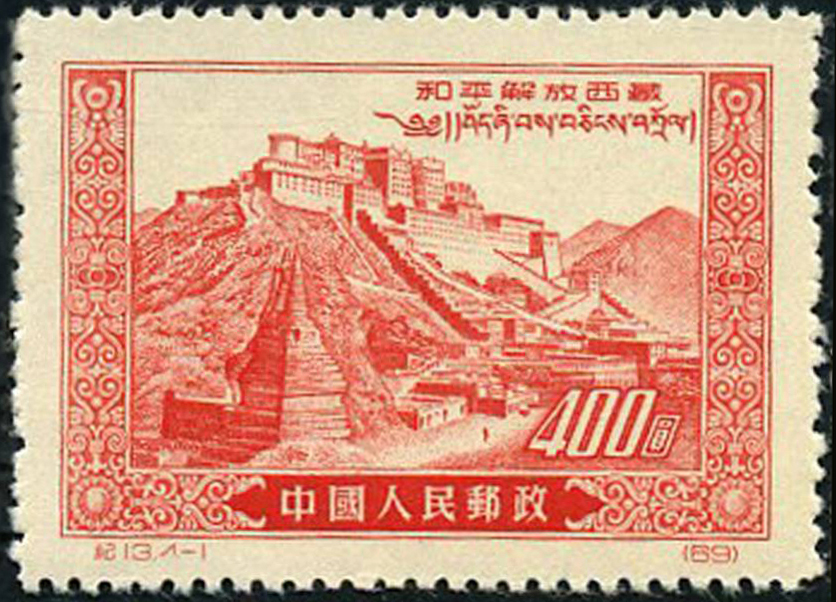
1952年发行的《和平解放西藏》邮票

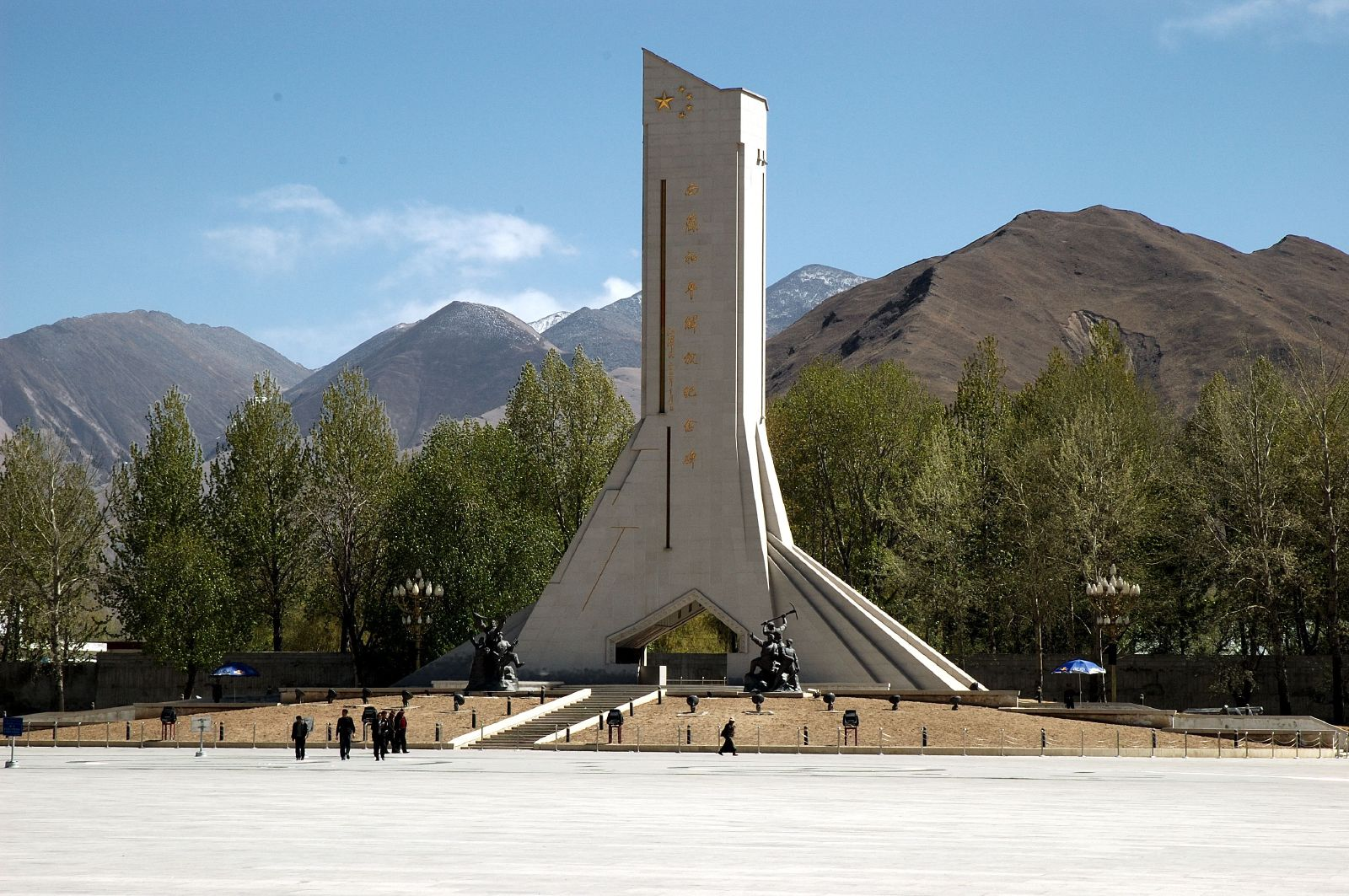
西藏和平解放紀念碑由中華人民共和國於2001年7月18日奠基，是為了紀念「西藏和平解放」50周年。

中華人民共和国政府统治西藏後，西藏噶厦在起初的幾年與中国共產黨所领导的政府和平共存，而且除了昌都城關鎮一帶被中国人民解放军控制外，其餘的土地仍在西藏噶厦管轄之下。1950年昌都战役后，原西康省西部暨康区金沙江以西区域（原由西藏噶厦实际控制）作为昌都地区设立了昌都地区人民解放委员会，直属中央人民政府。昌都地区从此被划在西康省之外。此外，1952年4月28日，第十世班禅额尔德尼来到拉萨，此后经西藏噶厦同班禅堪布会议厅谈判，双方就如何恢复班禅额尔德尼的固有地位和职权达成协议。此后，班禅额尔德尼于6月9日离开拉萨，6月23日回到了历世班禅额尔德尼驻锡的日喀则扎什伦布寺。在這段時期，中華人民共和国政府方面給予西藏噶厦高度自治，並且能維持原本的社會體制，惟需不得違抗中央的命令。1955年，西康省被撤销，原西康省暨康区金沙江以东区域划归四川省。1956年，西藏自治区筹备委员会成立，西藏自治区开始筹备设立，西藏噶厦、昌都地区人民解放委员会、班禅堪布会议厅委员会均改归其领导，此后西藏噶厦、昌都地区人民解放委员会、班禅堪布会议厅委员会仍然均在运转，昌都地区也改由西藏自治区筹备委员会控制，从而正式归属西藏。
1955年后，中华人民共和国政府在四川、青海、甘肃、云南等不受噶廈管轄的藏區推行人民公社制度。因为安多、康区等地不包括在《關於和平解放西藏辦法的協議》中，不受到协议中“西藏改革需噶厦自动进行”这一条款的限制。但由于中共当局推行的措施过于急进，造成这些地区的藏族民众同中共当局的严重对立，这些藏区发生了许多骚乱，并形成了大规模武装冲突。1955年12月，四川省凉山地区共黨入鄉即将展开时，当地爆发了部分彝族和藏族人抗拒的大规模武装骚乱，四川省甘孜藏族自治州（属于金沙江以东的東部康區）内大部分地区卷入骚乱，同中国人民解放军展開激戰。此后，四省藏区纷纷发生骚乱。随着西康难民涌入拉萨，紧张的拉萨局势也日益恶化。1959年3月17日，十四世达赖喇嘛决定携带母亲，姐姐，姐夫达拉·平措扎西，弟弟阿里仁波切，三名噶伦索康·旺钦格勒、柳霞·土登塔巴、夏苏·久美多吉，经师林仁波切，副经师赤絳仁波切，护法及随行藏军等600人随马队逃离拉薩。
1959年3月28日，中华人民共和国国务院总理周恩来签署国务院令，宣布解散原西藏政府，由西藏自治区筹备委员会行使西藏政府职权，并在西藏实施名为「西藏民主改革」的土地改革運動，废除政教合一的封建农奴制（用「農奴制」形容西藏制度是否準確在學術界存在重大爭議）。此後西藏自治区筹备委员会接管了西藏噶厦原来的政務。1959年3月31日，达赖喇嘛等一行到达印度实际控制的达旺地区，開始了与八萬西藏人一起的流亡生涯。1959年6月20日，达赖喇嘛宣佈不承認「十七條協議」，並聲明「十七條協定」是西藏政府和西藏人民在武力下逼迫簽訂的。西藏流亡政府指，当年由阿沛·阿旺晉美率领的5人谈判代表团，是在中华人民共和国政府的逼迫下和北京签署17条和平协议。当时他们在无法通知西藏政府的情况下，以个人名义在协议上签名，文件上的印章没有他们的正式官衔 。噶厦大部分官员流亡印度，并在印度成立了西藏流亡政府。藏人行政中央也开始实行民主改革。茨仁夏加指出西藏貴族、喇嘛們當天都在解放軍總部接受慇勤款待，不可能策動叛亂。中华人民共和国政府则认为，这次武装冲突是达赖喇嘛挑起的：因为中华人民共和国政府要废除原在西藏实行的封建农奴制，这将触犯到达赖喇嘛的个人利益。

## 纪念
1952年8月1日，西南军区颁发解放西藏纪念章，授予解放西藏有功的人员。长径为44毫米，短径为30毫米。章体正面有闪耀光芒的红五角星和中国版图，红旗中是毛泽东头像，红旗插在中国版图西藏位置，外环以麦穗上与红旗相接组成一个形似国徽的图案造型，下有“解放西藏纪念”汉藏铭文。背面铭文为“西南军区颁发 1952.8.1”。材质：红铜镀金、红珐琅。机压成型。发行范围为第二野战军第十八军、第十四军第42师第126团，总计约4万枚。建川博物馆收藏有“解放西藏纪念章”模具。

## 脚注
1. ↑  命名上有争议，具体见名称章节